# Кунгурский уезд
Кунгу́рский уе́зд — административно-территориальная единица в составе Пермской губернии Российской Империи и РСФСР, существовавшая в 1781—1923 годах. Уездный город — Кунгур.

## География
Кунгурский уезд находился в южной половине губернии, на западной стороне Уральского хребта. Территория уезда перерезывается по всем направлениям отрогами Урала, которые составляют береговые высоты pек Чусовой, Сылвы и др. Наиболее значительные из этих высот: Чолпан-Кинделинский — 128 м (420 фт.), Кленовая гора — 104 м (340 фт.), Спасская гора — 85 м (280 фт.). В восточной части уезда, прилегающей к Уральскому хребту и реке Чусовой, чёрные и сланцеватые известняки, принадлежащие к девонской системе; западная часть уезда, прилегающая к Сылве и её притокам, занята пермской системой. Окрестности Кунгура, села Кыласово и других мест выполнены огромными толщами гипса и известкового плитняка. Замечательна Ледяная гора, в 3 км от Кунгура, на берегу Сылвы: состоит из гипса; действием воды в ней образовалась огромная пещера (Кунгурская пещера), посещённая и описанная академиком И. И. Лепёхиным.
Вся территория уезда находилась в бассейне реки Чусовой, протекающей по её восточной части с юга на север и судоходной на всем протяжении; важнейшие из её притоков в уезде: Межевая Утка, Серебрянка, Кын, Илим, Кашка. Вся западная и южная части уезда орошаются Сылвой и её притоками: Ирень, Бабка, Шаква, Урма и другие. В северной части уезда берут начало ещё притоки Чусовой — Лысьва, Кумыш. Более половины территории уезда, а именно восточная его часть, было занято лесами, преимущественно хвойными; более населена была западная часть.
Площадь уезда составляла 11 372,6 км2 (9 992,6 кв. в.). Из земель, составлявших территорию уезда, крестьянам принадлежало 40,585 % (4615,4 км2), церквям — 0,216 % (24,538 км2), землевладельцам-дворянам — 16,778 % (1908,012 км2), остальное — 42,421 % — почти целиком принадлежало казне. В состав уезда входили 3 стана, 5 земских участков, 25 волостей, 217 сельских обществ, 1 177 селений.

## История
Около 1672 году образовался Кунгурский уезд.
В конце XVII — начале XVIII века Кунгурский уезд делился на четверти: 1. Карьевская, 2. Верх-Иренская, 3. Шаквенская, 4. Верх-Сылвенская.
18 (29) декабря 1708 года территория Кунгурского уезда вошла в состав образованной Сибирской губернии.
29 мая (9 июня) 1719 года в составе Сибирской губернии была образована Вятская провинция. В составе провинции города Хлынов (Вятка) — 6511 дворов, Кай — 1195 дворов и Кунгур — 3202 дворов. Вятская провинция состояла из 7 дистриктов (уездов): Хлыновского, Слободского, Котельничского, Орловского, Шестаковского, Кайгородского и Кунгурского.
4 (15) июня 1724 года город Кунгур с Кунгурским уездом передан из Вятской провинции в Соликамскую провинцию ввиду большого расстояния между Кунгуром и Хлыновом.
29 апреля (10 мая) 1727 года территория Соликамской провинции передана из Сибирской губернии в Казанскую губернию.
13 (24) августа 1737 года Провинциальный Воевода переведен из города Соликамска в город Кунгур. Соликамская провинция Казанской губернии переименована в Пермскую провинцию Казанской губернии. Однако во многих официальных документах Провинция иногда именовалась Кунгурской.
С 27 января (7 февраля) 1781 года Кунгурский уезд в составе Пермской области Пермского наместничества.
С 12 (23) декабря 1796 года Кунгурский уезд в составе Пермской губернии.
3 ноября 1923 года уезд был ликвидирован, его территории вошла в состав Кунгурского округа Уральской области.

## Население
Население в 1895 году составляло 126 258 жителей (63 788 женщин), плотность сельского населения — 9,753 человек на км2 (11,1 на кв. в.). Из них: единоверцев — 2 803, старообрядцев — 2 606, мусульман — 2 723, язычников — 210.
Крестьянское население на 1890 год составляло 111 337 человек, крестьянских дворов было 21 338.

## Административное деление
В 1913 году в состав уезда входило 25 волостей:
| - Асовская, - Березовская, - Илимская — с. Илимская пристань, - Кишертская, - Комаровская, - Крестовоздвиженская, - Кыласовская, - Кыновская — с. Кыновский завод, - Неволинская, | - Осинцевская, - Покровская, - Рождественская, - Сабарская, - Сажинская, - Саинская, - Серебрянская — с. Серебрянский завод, - Сосновская, - Тазовская — с. Тазовское, | - Тихановская, - Троельжанская — с. Троельга, - Урминская — с. Урминское, - Усть-Кишертская — с. Усть-Кишерть, - Филипповская, - Черноярская — с. Черный Яр,, - Шадейская — с. Шадейка. |

## Экономика
Почва, преимущественно каменисто-глинистая и песчано-глинистая, давала хороший урожай при условии хорошего удобрения. Сеяли рожь, овёс, ячмень, в меньших размерах пшеницу, горох, полбу, гречиху, картофель, отчасти и лён. В 1894 году было засеяно 1 050,4 км2 (96 145 десятин). На 1 января 1892 года в уезде насчитывалось 29 727 лошадей, 50 028 голов рогатого скота, 60 812 овец, 4 378 свиней, 149 коз. Многие жители занимаются пчеловодством, а также судостроением.

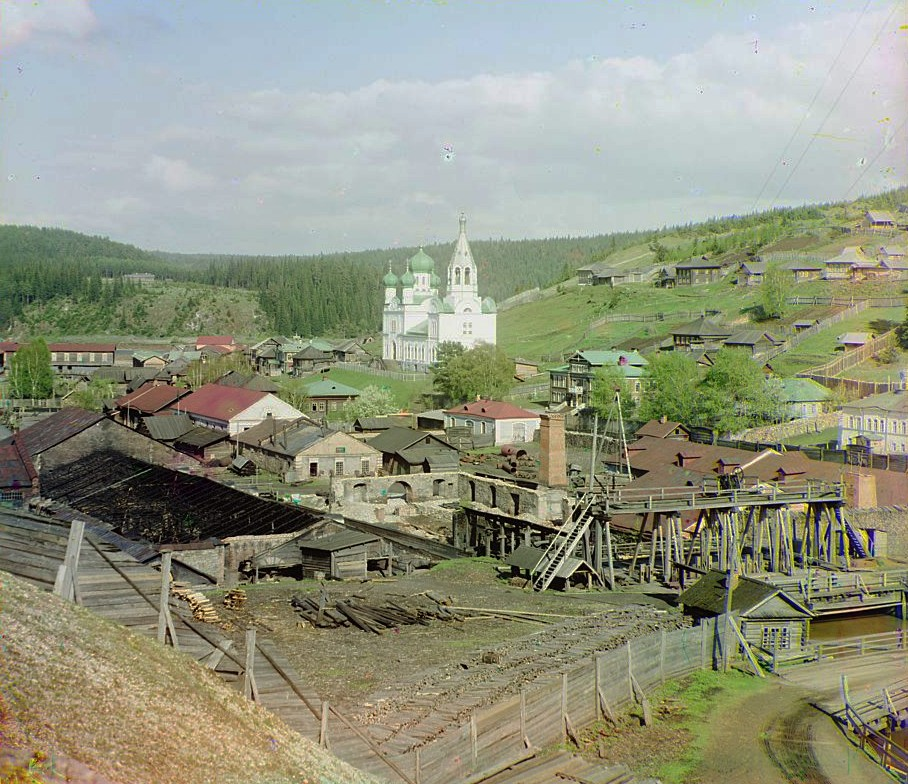
Кыновский завод, 1910 г.

В 1890 году в уезде было 379 фабрик и заводов, с объёмом производства 1 142 379 рублей и 2 188 рабочими. Значительнейшая часть производства (954 386 р.) падала на 2 горных завода: Серебрянский (казённый железоделательный; 972 рабочих) и Кыновский (частный, чугуноплавильный и железоделательный; 530 рабочих). Затем идут 2 копи огнеупорной глины, с производством на 10 128 р., при 86 рабочих и 4 фабрики канатных и пеньковых изделий, с производством на 35 000 р., при 81 рабочем. Другие промышленные заведения: 14 кожевенных заводов, 16 скорняжных и овчинных, 20 войлочных, 32 фаянсовых, 28 кирпичных заводов, 143 мельниц. С фабричной кожевенной промышленностью Кунгура и его округа были тесно связаны многие отрасли кустарной промышленности: отделка кож, шитьё обуви, шурупно-литейное производство и другие, а в виде переработок её отходов существовали кустарные производства: войлокатное, перерабатывающее на войлоки шерсть, снимаемую с кож, и клееваренное. Самым распространенным промыслом в уезде был сапожный; были и наёмные рабочие. Войлокатное производство, как кустарный промысел, находилось в упадке; до проведения Уральской железной дороги главное изделие кустарей — потники или подхомутники — продавались в большом количестве и по высокой цене. Крестьянское производство земледельческих орудий и машин, преимущественно пахотных орудий и веялок (Кунгурский уезд, с пограничной Курашимской волостью Пермского уезда — родина сох-курашимок), выделка экипажных ходов, саней, деревянной посуды, сундуков.

## Местное самоуправление
Расходы уездного земства, по смете на 1895 год, составили 165 721 p., в том числе на медицину — 45 542 руб. или 27,47 % всех земских расходов, на народное образование — 28 462 р. или 17,18 %, на дорожную часть — 19 475 р., на расходы по земскому управлению — 12 555 р. Земские доходы с недвижимого имущества составили 161 477 р. Больниц и приемных покоев было 6, с 58 кроватями; земских врачей 3 (кроме живущего в городе); 1 заводский врач; 1 земский ветеринарный врач; фельдшеров — 14, фельдшериц — 3.

## Образование
В 1893 году в уезде было 1 министерское двухклассное училище, 2 одно-классных, 1 инородческое, 38 сельских, 4 церковно-приходских школы, 19 школ грамоты. Одно училище приходится на 139 кв. в. и на 1 822 жит. Собственными помещениями располагают 29 училищ. Земельные участки, не более 1 десятины, находились при 4 училищах и служили для огородничества и отчасти полеводства; сельскохозяйственные занятия с учениками проводились в 3 училищах, а в одном существовали ремесленные классы (сапожное и чеботарное ремесла). Учителей 31, учительниц 34; учащихся: 2 019 мальчиков и 715 девочек.

## Другие учреждения
- 21 православная церковь
- Одно общество потребителей
- Одно ссудо-сберегательное товарищество
- Одна сберегательная касса
- В торговом селе Березовском еженедельные базары скота (от 10 до 50 голов)